# Northrop A-17
«Нортроп» A-17 (англ. Northrop A-17) — американський штурмовик/легкий бомбардувальник виробництва авіакомпанії Northrop. Перебував на озброєнні ВПС армії США і Повітряних сил Швеції перед і під час Другої світової війни.

## Історія створення
Створивши непоганий транспортний літак Gamma, компанія Northrop вирішила виготовити на його базі бомбардувальник/штурмовик. В результаті було створено два експериментальні літаки Gamma 2C/F, які зберегли від цивільного літака крила і шасі, але отримали значно тонший фюзеляж і озброєння. Перший прототип Gamma 2C випробовувався весною 1933, другий Gamma 2F, який мав змінене хвостове оперення, шасі що прибиралось і нову кабіну, піднявся в повітря в жовтні наступного року. Gamma 2F з доопрацюваннями був прийнятий на озброєння армії США під позначенням A-17, а перший серійний літак був готовий в грудні 1935 року.
Після поглинання Northrop компанією Douglas подальші модифікації отримали нове фірмове позначення — «модель 8A», і під цим позначенням DB-8A літаки виготовлялись на експорт. Загалом було виготовлено 450 літаків, включаючи виготовлені за ліцензією в Швеції.

## Основні модифікації
- A-17 — оснащувався 14-и циліндровим двигуном Pratt & Whitney R-1535-11[en] потужністю 725 к.с. Шасі не прибиралось, а оснащувалось обтічниками. З грудня 1935 року по січень 1937 року було виготовлено 110 літаків.
- A-17A — оснащувався двигуном Pratt & Whitney R-1535-13[en] потужністю 825 к.с. і шасі, яке прибиралось. Перший літак випробовувався з 16 липня 1936 року, а серійне виробництво почалось в квітні 1937. До вересня 1938 року було виготовлено 129 літаків.
- B5 (заводське позначення DB-8A-1) — експортний варіант для Швеції. Оснащувався двигуном Bristol Mercury XXIV, що виготовлявся в Швеції за ліцензією, і шасі, яке не прибиралось. Перший прототип (B5A) був зібраний в США в 1938 році, решта 103 літаки випускались по ліцензії в Швеції в 1940-41 році, варіанти B5B і B5C.
- DB-8A-2 — експортний варіант для Аргентини, оснащувався двигуном Wright R-1820-G3 потужністю 840 к.с, шасі не прибиралось. В 1938 році було виготовлено і доставлено 30 літаків.
- DB-8A-3P — експортний варіант для Перу, оснащувався двигуном Wright R-1820-G103 потужністю 1000 к.с і шасі яке прибиралось. В кінці 1938 року було виготовлено і доставлено 10 літаків.
- DB-8A-3N — експортний варіант для Нідерландів, оснащувався двигуном Pratt & Whitney R-1830-S3C-G потужністю 1100 к.с і шасі яке прибиралось. Восени 1939 року було виготовлено і доставлено 18 літаків.
- DB-8A-4 — експортний варіант для Іраку, аналог DB-8A-3P. В квітні-червні 1940 року було виготовлено 15 літаків.
- DB-8A-5 — експортний варіант для Норвегії, оснащувався двигуном Wright R-1820-G205A потужністю 1200 к.с. З жовтня 1940 року по січень 1941 року виготовлено 36 літаків, з яких 31 залишились в США (позначались A-33), а пізніше 13 було передано Перу.

## Історія використання

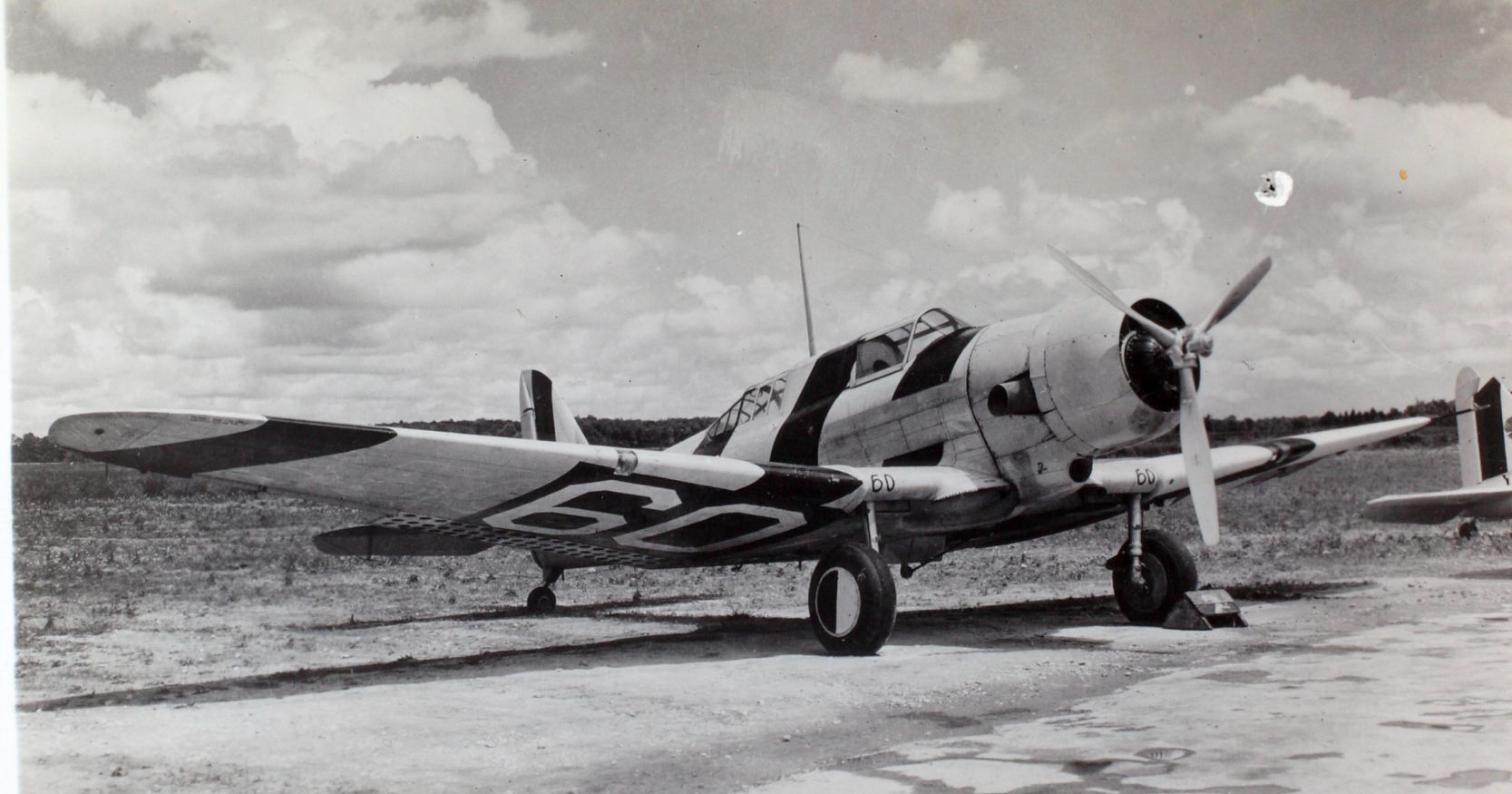
Навчальний Nomad ВПС Британії

В армії США A-17 надійшли на озброєння 3-ї і 17-ї штурмових груп, але до 1941 року вже знімались з озброєння. В грудні 1941 і на початку 1942 року вони патрулювали Тихий океан поблизу панамського каналу, але в бойові дії не вступали.
В червні 1940 року було вирішено передати 93 A-17A армії США Франції. Літаки були передані на ремонт і підготовку до передачі, але за цей час Франція була окупована. Як і багато інших літаків, A-17 натомість були передані Великій Британії, де вони позначались як Nomad Mk.I. В ВПС Британії вони використовувались як навчальні, а через деякий час майже всі було віддано — 57 Південній Африці, 32 — Канаді.
В ВПС Нідерландів DB-8A-3N надійшли на озброєння 3-го загону винищувальної групи взаємодії з армією. Станом на 10 травня 1940 року в строю було 11 літаків, але вже за перший день німецького наступу всі вони були знищені на землі, або в повітрі. При цьому нідерландські DB-8A змогли збити один Ju 52/3m.
Іракські DB-8A-4 були знищені британською армією під час приборкання повстання Рашида Алі.

## Тактико-технічні характеристики

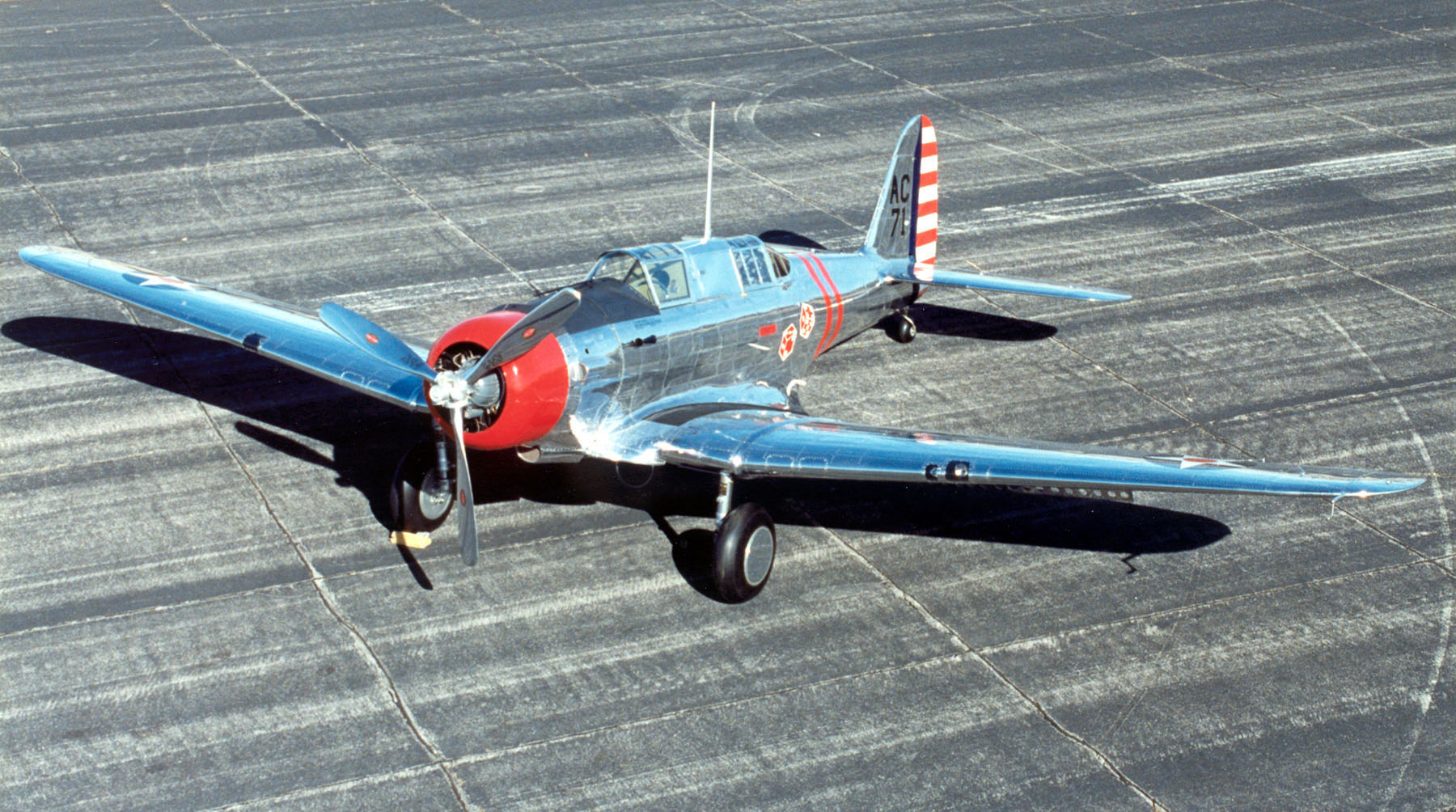
A-17A армії США.

### Технічні характеристики
Дані з Ударная авиация Второй Мировой — штурмовики, бомбардировщики, торпедоносцы
|                       |                       | A-17       | A-17A      | B5C                  | DB-8A-3N     | DB-8A-5      |
| --------------------- | --------------------- | ---------- | ---------- | -------------------- | ------------ | ------------ |
| Довжина               | Довжина               | 9,67 м     | 9,65 м     | 9,7 м                | 9,88 м       | 9,91 м       |
| Висота                | Висота                | 3,62 м     | 3,66 м     | 3,76 м               | 2,97 м       | 2,84 м       |
| Розмах крил           | Розмах крил           | 14,55 м    | 14,55 м    | 14,55 м              | 14,55 м      | 14,55 м      |
| Площа крил            | Площа крил            | 33,72 м²   | 33,72 м²   | 33,72 м²             | 33,72 м²     | 33,72 м²     |
| Маса                  | пустого               | 2211 кг    | 2316 кг    | 2435 кг              | 2498 кг      | 2499 кг      |
| Маса                  | спорядженого          | 3328 кг    | 3425 кг    | 3400 кг              | 3560 кг      | 3901 кг      |
| Маса                  | максимальна злітна    |            |            |                      | 4059 кг      | 4173 кг      |
| Двигун                | Двигун                | R-1535-11  | R-1535-13  | Bristol Mercury XXIV | R-1830-S3C-G | R-1820-G205A |
| Потужність            | Потужність            | 725 к. с.  | 825 к. с.  | 920 к. с.            | 1100 к. с.   | 1200 к. с.   |
| Максимальна швидкість | Максимальна швидкість | 332 км/год | 354 км/год | 330 км/год           | 418 км/год   | 399 км/год   |
| Дальність польоту     | нормальна             | 1045 км    | 1175 км    | 1500 км              | 1465 км      |              |
| Дальність польоту     | максимальна           | 1995 км    | 1925 км    |                      |              |              |
| Практична стеля       | Практична стеля       | 6310 м     | 5915 м     | 6850 м               | 9020 м       | 8840 м       |
| Швидкопідйомність     | Швидкопідйомність     | 7,75 м/с   |            |                      | 7,25 м/с     |              |

### Озброєння
Стрілецьке
- Курсове:
  - A-17, A-17A, DB-8A-1/3/4 — 4 × 7,62-мм кулемети
  - DB-8A-2 — 2 × 12,7-мм кулемети і 2 × 7,62-мм кулемети
  - DB-8A-5 — 2 × 12,7-мм кулемети і 4 × 7,62-мм кулемети
- Захисне:
  - A-17, A-17A, DB-8A-1/3/4/5 — 1 × 7,62-мм кулемет
  - DB-8A-2 — 2 × 7,62-мм кулемети

Бомбове
- A-17, A-17A, DB-8A-1/2/3/4 — до 454 кг. (20 × 13,6 кг бомба в бомбовому відсіку і 2 × 45 кг бомби під крилами)
- DB-8A-5 — до 816 кг.